# 1985년 동계 스페셜 올림픽
제3회 동계 스페셜 올림픽 세계 대회는 1985년 3월 24일부터 3월 29일까지 미국 파크 시티에서 열린 스페셜 올림픽이다.